# Kera (magazin)
A KERA (ケラ) japán divatmagazin, melyet a Mall of TV lapkiadó jelenetet meg 1998 októbere óta. A papíralapú kiadás 2017-ben megszűnt, azóta csak az interneten jelenik meg.

## Története
A magazint 1998-ban alapították KEROUAC néven, első lapszáma 1998 októberében jelent meg kéthavi lapként. Az utcai divatkultúrával foglalkozó újság nevét Jack Kerouac amerikai író nevéből kölcsönözték, viszont mivel a japánok ezt „kimondhatatlannak” találták, ezért a 2000 április lapszámban KERouAcra, majd később Kerára cserélték azt.
A magazin sikerére tekintettel két spin-off-magazint (Kera! Maniax és Gothic and Lolita Bible) is indítottak, melyekben részletesebben írnak a Kera olvasóközönségének megfelelő divatirányzatokról és trendekről.